# あかつき美邑
あかつき美邑（あかつき みむら、6月6日 - ）は、日本の漫画家、イラストレーター。

## 活動
主にBL漫画を執筆している。京都在住で神社仏閣好き。
同人サークル「Acid Mary」を主宰しており、商業番外編として発表している。
2021年現在、商業活動を休止している。

## 作品

### 漫画
- 生意気ヤンキーはふしだら奴隷犬!!（DVD JUNE Vol.17、2014年3月）
- ハミチン試着少年（キチクえっち性欲図鑑（電子書籍）、2014年11月）
- 童貞怪異でもエッチしたい!!（前編）（ギャップ萌えH性欲図鑑（電子書籍）、2015年3月）
- 童貞怪異でもエッチしたい!!（後編）（ギャップ萌えH性欲図鑑（電子書籍）、2015年3月）
- メガネ男子が教える脱童貞教室（BOY'S ピアス禁断 2015年11月号、2015年10月）
- 淫愛サーキュベーション（BOY'S ピアス開発室 vol.29（電子書籍）、2016年7月）
- 俺、ブスなんですが…必ずイカせます。（ジュネットコミックスDX（電子書籍）、2018年2月）
- さよならごめん愛しい人 ～Ωは理事長室で発情する～（BF Series、2019年1月25日 - 6月28日、全6話）

### コミックス
- 西園寺先生の逝っちゃうセックスファイル（ジュネット株式会社、2018年5月31日、全1巻）
  - ISBN 978-4909460158

- さよならごめん愛しい人（株式会社ジーウォーク（BF Series）、2020年3月27日、全1巻）
  - ISBN 978-4862979773

### イラスト
- DVD JUNE Vol.17（ジュネット株式会社）
- BOY'S ピアス禁断 2014年8月号（ジュネット株式会社）
- BOY'S ピアス禁断 2015年11月号（ジュネット株式会社）
- BOY'Sピアス 2018年7月号（ジュネット株式会社）
  - 本文コラムのお詫びと訂正[3]
- Make a Smile 2020 -for Ladies- vol.6（とらのあな）